# Подсобний (Калінінградська область)
Подсобний (рос. Подсобный) — село Полєського району, Калінінградської області Росії. Входить до складу Полєського міського поселення.
Населення —  66 осіб (2015 рік). 

## Населення
| 2002 | 2010 |
| ---- | ---- |
| 43   | ↗66  |